# Ingodà
El riu Ingodà (en rus: Ингода́) és un llarg riu asiàtic que discorre per la part sur-oriental de la Sibèria Russa. En la seva confluència amb el riu Onon dona lloc al naixement del riu Xilka, una de les dues fonts del riu Amur. Té una longitud de 708 km i drena una conca de 37.200 km² (similar a països com Guinea Bissau o Taiwan).
Administrativament, el riu discorre íntegrament pel krai de Zabaikàlie de la Federació Russa.
El riu Ingodà neix al vessant septentrional de les muntanyes Hentei, en la part sud-oriental de Sibèria, a uns cinquanta quilòmetres al nord de la frontera rus-mongola. Discorre primer en direcció nord i de seguida s'encamina cap al NE per una estreta vall tallada entre les cadenes de les muntanyes Iablonoi i les muntanyes Txerski. Passa per les petites localitats de Leninski, Deixulan i prop de Goerka. A partir d'aquí, la vall del riu és aprofitat per la M-55, Ulan Udè - Txità, un tram de l'autopista Baikal.
Segueix per Txiunguruk, Arta, Kaminka, Viselok, Tataurovo, Staraia Kuka, Ingodà (la localitat que dona nom al riu) i arriba prop de la ciutat de Txità, el major centre urbà de la regió i centre administratiu del krai de Zabaikàlie (316.643 hab. en el cens de 2002). A Txità rep pel marge esquerre i procedent del nord-est l'homònim riu Txità (210 km) i es torna cap al sud-est, per «tallar» la cadena dels Txerski. En aquest tram passa enfront de Pestxanska, Atamanovska, Krutxina i Darasun. Aquí vira i s'encamina cap a l'est, arribant a Turinskaia, Palxino, Karimskoie, Xeratiai, Poselie, Urulgà, Savinó i Krasnoiarovo. Finalment s'uneix per l'esquerra amb el riu Onon (818 km) per donar lloc al llarg riu Xilka, una de les dues fonts del riu Amur. Tots dos rius s'uneixen a Ust-Onon (en rus, literalment, boca de l'Onon), un petit poble situat a uns quaranta quilòmetres al sud-oest de Nertxinsk.
L'Ingodà roman congelat des de principis de novembre fins a finals d'abril.
Una gran part del ferrocarril Transsiberià discorre al llarg de la vall de l'Ingodà.